# Verdammnis (2009)
Verdammnis (Originaltitel: Flickan som lekte med elden, wörtliche Übersetzung: Das Mädchen, das mit dem Feuer spielte) ist die Verfilmung des gleichnamigen Romans von Stieg Larsson, der zweite Teil der Millennium-Trilogie und damit die Fortsetzung von Verblendung. Regie führte der Schwede Daniel Alfredson. Der Film kam am 18. September 2009 in die skandinavischen Kinos. In Deutschland lief der Film am 4. Februar 2010 an. Der Nachfolger und damit dritte und letzte Teil der Millennium-Trilogie heißt Vergebung.

## Handlung
Lisbeth Salander macht mit dem Geld, das sie sich in Verblendung angeeignet hat, einen längeren Luxusurlaub. Nach ihrer Rückkehr nach Schweden kauft sie ein Luxusapartment in Stockholm und erfährt, dass ihre Mutter inzwischen gestorben ist.
Als sie den Rechner ihres Vormunds Bjurman hackt, bemerkt sie, dass der Rechtsanwalt sich eine Tätowierung entfernen lassen will. Lisbeth geht davon aus, dass es sich um die Tätowierung handelt, die sie ihm auf seinen Oberkörper gestochen hat. Sie dringt in die Wohnung des Vormunds ein, durchsucht seine Unterlagen und stellt fest, dass er auch die monatlichen Berichte über ihr Wohlverhalten nicht geschrieben hat. Ihre eigene Akte mit der Einweisung in die Psychiatrie findet sie nicht. Lisbeth hält dem Rechtsanwalt seine eigene Pistole unter die Nase und fordert ihn auf, die von ihr aufgestellten Spielregeln einzuhalten.
Ein blonder Hüne trifft sich am nächsten Tag mit Bjurman und zeigt sich an der Akte Salander interessiert. Nach Lisbeths Besuch in seiner Wohnung bietet Bjurman die Akte im Tausch gegen das Video an, auf dem gezeigt wird, wie er Lisbeth vergewaltigt.
Lisbeth trifft sich mit ihrem ehemaligen Vormund Palmgren, der einen Schlaganfall erlitten hat und entgegen ihrer Annahme noch lebt.
Der Journalist Dag Svensson hat zu russisch-schwedischem Mädchenhandel recherchiert und bietet dieses Material dem Magazin Millennium an. Offensichtlich waren auch Mitarbeiter der schwedischen Sicherheitspolizei unter den Freiern. Darin finden sich auch Hinweise auf einen gewissen „Zala“. Bald darauf findet Mikael Dag und seine Freundin ermordet in ihrer Wohnung auf. Die Polizei verdächtigt Lisbeth, weil sie deren Fingerabdrücke auf der Tatwaffe findet. Diese gehört Bjurman. Als die ermittelnde Beamtin Modig den Anwalt Bjurman befragen will, findet sie ihn ermordet auf. Auch hier wird Lisbeth des Mordes verdächtigt.
Mikael Blomkvist versucht, Lisbeth vor den polizeilichen Ermittlern zu finden. Dazu sucht er den Kick-Boxer Paolo auf, mit dem Lisbeth trainiert hat, und bittet ihn, über Lisbeths Geliebte Miriam „Mimmi“ Wu den Kontakt zu Lisbeth herzustellen. Lisbeth hat Mimmi das Nutzungsrecht an ihrer alten Wohnung eingeräumt, in der sie auch gemeldet bleibt. Auf der Straße vor Mimmis Wohnung wird Paolo Zeuge, wie ein blonder Hüne Mimmi trotz heftiger Gegenwehr entführt. Paolo folgt dem Fahrzeug des Entführers zu einer einsam gelegenen Scheune, in der er beobachtet, wie der Hüne versucht, aus Miriam den Aufenthaltsort von Lisbeth gewaltsam zu erpressen. Er versucht einzugreifen. Der Blonde verfügt über enorme Kraft und ist vollkommen schmerzunempfindlich. Er schlägt Miriam und Paolo bewusstlos und steckt die Scheune in Brand. Paolo und Mimmi wachen gerade noch rechtzeitig auf und entkommen im letzten Augenblick unbemerkt ins Freie.
Lisbeth vermutet ihre Akte im Wochenendhaus des Anwalts. Sie fährt mit dem Bus dorthin. Der Blonde hat das Haus bereits erfolglos durchsucht. Sie kann ihre Akte jedoch auf dem Dachboden entdecken. Darin findet sie auch Angaben über ihren Vater Zalatschenko alias Zala. Dass dieser ihr Vater ist, erfährt in der Zwischenzeit auch Blomkvist bei einem Besuch bei Palmgren. Gunnar Björck, ein ehemaliger Sicherheitspolizist, der ein Freier des Mädchenhändlerrings war und Blomkvist unterstützt, um einer Medienberichterstattung über ihn zu entgehen, hat Blomkvist zuvor mitgeteilt, dass Zalatschenko ein russischer ehemaliger Agent des GRU war, dem die schwedische Regierung ein Asylrecht eingeräumt hatte. Als Lisbeth gerade wieder aufbrechen will, treffen zwei von dem Blonden beauftragte Rocker mit ihren Motorrädern auf dem Grundstück ein, die das Haus abbrennen sollen. Lisbeth lenkt den einen durch Pfefferspray ab und streckt ihn durch einen Tritt in die Genitalien zu Boden. Der andere kommt hinzu und wird von Lisbeth durch einen Elektroschocker im Genitalbereich kampfunfähig gemacht. Der erste ist wieder aufgestanden. Lisbeth schießt ihm in den Fuß.
Lisbeth verfolgt die Spur des Blonden. Über das Kennzeichen ermittelt sie eine Autovermietung und zwingt einen Angestellten, die Mietdaten des Fahrzeugs herauszugeben, das der Hüne verwendet hat. Sie erfährt, dass er Ronald Niedermann heißt, fährt alleine zum vermuteten Versteck ihres Vaters – einem alten Bauernhof – und dringt mit einer Pistole bewaffnet in dessen Haus ein. Dort wird sie jedoch von Niedermann überwältigt, der durch einen Bewegungsmelder auf dem Grundstück vorgewarnt worden ist.
Derweil hat Mikael Lisbeths neue Luxuswohnung gefunden und dort Hinweise darauf entdeckt, dass Lisbeth auf dem Weg zum Hof ihres Vaters ist.
Bei einer Unterredung mit ihrem Vater erfährt Lisbeth, dass Niedermann ihr Halbbruder ist. Zalatschenko spricht von Lisbeths Mutter nur als Hure und hegt keine väterlichen Gefühle für seine Tochter. Niedermann hebt auf Anweisung des Vaters ein flaches Grab für sie aus und beide führen sie ins Freie, um sie dort zu erschießen. Zunächst gelingt es ihr zu entkommen, doch ihr Vater streckt sie mit mehreren Schüssen nieder; Niedermann stößt sie in das ausgehobene Grab und schüttet dieses zu – sie kann sich jedoch nach mehreren Stunden wieder befreien. Am nächsten Morgen lockt sie ihren Vater in einen Schuppen, wo sie ihn mit einer Axt angreift, ihn schwer verletzt und die Pistole abnimmt. Kaum noch bewegungsfähig und blutüberströmt kann sie noch einige Schüsse auf Niedermann abgeben. Der flieht jedoch, als Mikael mit seinem Wagen auf den Hof fährt. Lisbeth wird mit einem Rettungshubschrauber abtransportiert. Ihr Vater wird ebenfalls medizinisch versorgt.

## Fassungen
Ursprünglich sollte der Film fast drei Stunden dauern und war nicht fürs Kino vorgesehen. Schließlich entschied man, den Film doch im Kino zu zeigen und kürzte ihn, um die Handlung zu straffen. Die Originalversion wurde in Schweden und den Niederlanden auf DVD veröffentlicht sowie als Zweiteiler im ZDF im Fernsehen ausgestrahlt. In dieser etwa eine Stunde längeren Fassung, die als Extended Version veröffentlicht wurde, sind einige Elemente aus der Buchvorlage, die der Kinofassung fehlen, wieder integriert.

## Abweichungen von der Buch-Vorlage
Der Drehbuchautor hat den Inhalt der Buchvorlage verkürzt und gestrafft. Vereinzelt gibt es kleinere Abweichungen zum Buch:
- Der Wirbelsturm in der Karibik wird nicht erwähnt, ebenso wenig Lisbeths Affäre mit George.
- Interne Schwierigkeiten und Verwicklungen im Ermittlerteam der Polizei werden nicht gezeigt.
- Laut der Romanvorlage hat der Rechtsanwalt Bjurman zwar die monatlichen Berichte über Salanders Wohlverhalten geschrieben, entwickelt aber zunehmend Hass auf Salander und möchte sie töten. Im Film merkt Salander, dass er die Berichte nicht geschrieben hat, und will ihn zur Einhaltung der Spielregeln zwingen.
- Ebenso kontaktiert der Rechtsanwalt Bjurman im Buch aus Hass auf Salander den blonden, großen Mann, der sie töten soll, während im Film der Blonde sich unaufgefordert bei Bjurmann meldet, um Salander zu finden.
- Paolo Roberto ist im Buch ein berühmter Schwergewichtsboxer. Im Film wird er als Kick-Boxer dargestellt.
- Paolo kann den blonden, großen Mann durch den Schlag mit einem Balken kurzzeitig außer Gefecht setzen, sodass er mit Miriam Wu fliehen kann. Anschließend brennt der Blonde die Scheune nieder, damit keine DNA-Spuren zurückbleiben, die später von der Polizei gefunden werden könnten. Im Film schlägt der Blonde die beiden bewusstlos und brennt die Scheune nieder. Im letzten Augenblick können die beiden aber doch noch unbemerkt vor den Flammen fliehen.
- Nachdem Lisbeth ihren Vater mit der Axt verletzt hat, gibt sie keine Schüsse auf Niedermann ab. Er ergreift die Flucht, als er sie sieht und denkt, dass sie ein Dämon sei. Niedermann trifft erst auf der Landstraße auf Mikael, wo ihn dieser überwältigt und an ein Straßenschild fesselt.

## Filmfehler
- Im Gegensatz zum Buch heißt der Blonde laut zwei im Film gezeigter Dokumente (Führerscheinkopie bei 1:29:10-12 und Mietvertrag bei 1:29:13-15 der Kinoversion) Niederman. Im Abspann (2:00:31) steht dann wieder Niedermann.
- Salander wendet bei Niedermann ebenfalls einen Elektroschocker an, als dieser sie attackiert, der aber im Film angeblich deshalb wirkungslos bleibt, weil Niedermann keinen Schmerz empfinden kann. Dies ist unrichtig, weil auch bei mangelnder sensorischer Empfindungen die Muskulatur nicht mehr gesteuert werden kann und die Person zusammenbräche.

## Kritiken

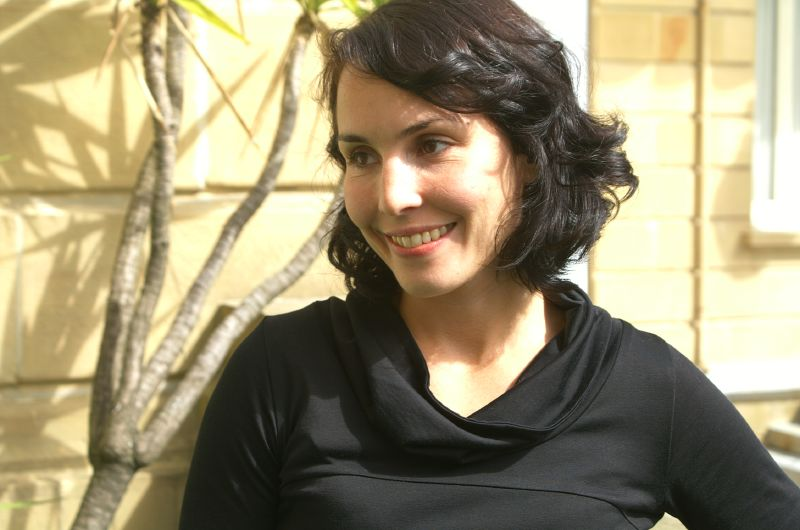
Noomi Rapace, Darstellerin der Lisbeth Salander, auf dem San Sebastián Film Festival 2007

Ulrich Kriest (film-dienst) verglich die Handlung mit den Sjöwall/Wahlöö-Krimis der 1970er-Jahre und wies auf die „desorientierende Wirkung der mobilen Handkamera“ hin. Gleichzeitig würde der Film ästhetisch an die „kalkulierte Düsternis“ des ersten Teils anknüpfen. Kriest kritisierte die Adaption, die sich „viel zu schnell“ entscheide. Die politische Dimension der Romanvorlage werde „zugunsten der Familienanamnese ausgeblendet“. Gleichzeitig werde der investigative Journalismus und die Hacker-Fähigkeiten der weiblichen Hauptfigur zu mühelos präsentiert.
Peter Henning (Die Zeit) lobte den Film als „rasantes Unterhaltungskino“. Die Ästhetik im Film sei eine andere als im ersten Teil. Regisseur Alfredson verlasse sich „ganz auf die treibende Kraft der Handlung“. Die Adaption folge „uneitel“ dem Roman, entschlacke das Buch „geschickt dort, wo sich der Autor allzu detailversessen in seinem aufklärerischen Anspruch und seinen Seitenhieben gegen das von Korruption und Menschenverachtung unterwanderte schwedische Establishment zu verlieren“ drohe.
Rainer Gansera (Süddeutsche Zeitung) bemerkte ebenso, dass wie schon beim ersten Teil die „Fülle der Figuren und der gewaltig verwickelten Handlungsstränge eingedampft“ werde. Regisseur Alfredson bleibe „dem erzählerischen und atmosphärischen Kern der Vorlage treu“ und schwanke zwischen „drauflosfabulierender Fernsehkrimi-Dramaturgie und der Suche nach starken, genrehaften Kinobildern.“ Durch die Konzentration auf die Figur der Lisbeth Salander beziehe der Film eine „soghafte Spannung“.